# Rozalia Szafraniec
Rozalia Szafraniec (ur. 28 lutego 1910 w Siekiernie, zm. 1 marca 2001 w Krakowie) – polska matematyk i astronom, specjalizująca się w badaniach gwiazd zmiennych zaćmieniowych.

## Życiorys
Córka Mikołaja i Anastazji z domu Jaworskiej. Pochodziła z rodziny chłopskiej, gdy miała trzy lata, zmarł jej ojciec, matka samotnie prowadziła pięciohektarowe gospodarstwo i wychowywała siedmioro dzieci. W 1929 roku ukończyła Państwowe Gimnazjum Błogosławionej Kingi w Kielcach, a następnie podjęła studia matematyczne na Uniwersytecie Warszawskim, które ukończyła w 1934 roku.
Przez rok pracowała jako asystent-obserwator w Stacji Obserwacyjnej na Lubomirze. W 1936 r. ukończyła kurs nauczycielski w Studium Pedagogicznym i podjęła pracę nauczyciela matematyki w Gimnazjum i Liceum w Mysłowicach.
W czasie II wojny światowej wróciła do Siekierna. Od stycznia 1942 roku działała w ZWZ, a potem w AK, używając pseudonimów Ażur i Żór. W ramach Wojskowej Służby Kobiet została komendantką gminy Bodzentyn.
Po wojnie uczyła matematyki w szkołach w Bodzentynie, Kielcach, a od 1947 roku w Państwowym Liceum i Gimnazjum im. króla Jana Sobieskiego w Krakowie, równocześnie z pracą naukową w obserwatorium astronomicznym Uniwersytetu Jagiellońskiego. W 1950 roku uzyskała stopień doktora filozofii, od 1951 do 1973 roku pracowała na stanowisku adiunkta na UJ.
Zajmowała się obserwacjami wizualnymi oraz fotoelektrycznymi gwiazd zmiennych zaćmieniowych. Wykonywała także fotograficzne obserwacje pozycyjne komet i planetoid oraz Księżyca i zakryć gwiazd przez niego.
Została pochowana na cmentarzu parafialnym w Wzdole Rządowym.

## Nagrody i wyróżnienia
- Krzyż Kawalerski Orderu Odrodzenia Polski
- Złoty Krzyż Zasługi
- Krzyż Armii Krajowej, przyznany w Londynie w 1979 roku.